# FedEx
FedEx Corporation (Code AITA : FX ; code OACI : FDX) est une entreprise américaine et compagnie aérienne spécialisée dans le transport international de fret, basée à Memphis, dans le Tennessee. Son nom est l'abréviation syllabique de Federal Express, appellation qu'elle utilise officiellement de 1973 à 1994.

## Histoire
L'entreprise Federal Express est créée en 1971 par Frederick W. Smith. Sa première flotte est constituée de 11 puis 33 Falcon 20 de Dassault Aviation adaptés au transport de marchandises avec une porte cargo supplémentaire. Ces appareils sont remplacés en 1982 par des Boeing 727 et des McDonnell Douglas DC-10 puis en 1990 par des McDonnel Douglas MD-11.
Les premières livraisons aériennes démarrent le 27 avril 1973 à partir de l'Aéroport international de Memphis, où la compagnie implante son hub.
Au début, l'entreprise connaît beaucoup de difficulté, à cause de ses concurrents puissants. Or, le Airline Deregulation Act, signé par le président américain Jimmy Carter en 1978, favorise considérablement son expansion. En effet, elle réussit à établir son système efficace Hub and spoke. Sans restriction, FedEx peut ouvrir de nouvelles lignes aériennes entre Memphis et d'autres villes dans le pays entier. Le soir, l'établissement de Memphis reçoit tous les courriers et les trie. Aux États-Unis, ce système permet de les distribuer le lendemain, dans n'importe quelle ville, grâce au transport aérien.
En 1994, Federal Express devient FedEx.
En 1999, FedEx installe son hub pour la région EMEA (Europe, Middle East and Africa) à l'aéroport de Paris-Charles-de-Gaulle. Le 23 mars 2009, un avion FedEx de type McDonnell Douglas s'écrase à l'aéroport international Haneda de Tokyo. Le 15 janvier 2012, la société FedEx transfère les pandas géants Yuan Zi et Huan Huan de Chine en France. En juillet 2015, FedEx commande cinquante Boeing 767-300F pour 9,11 milliards d'euros.
Le 18 octobre 2016, FedEx annonce un investissement de près de 220 millions d'euros afin d'agrandir son hub de Roissy Charles de Gaulle. Ce nouveau bâtiment, qui devrait être opérationnel en 2020, vise à augmenter la capacité de tri de 40 %. L'extension, de plus de 27 000 m2, doit faire du centre FedEx de Roissy le deuxième plus grand de l'entreprise dans le monde, après celui de Memphis, aux États-Unis, et permettra la création de 200 à 400 postes.

### Acquisitions
En 1984, FedEx étend considérablement sa présence en dehors des États-Unis avec l'acquisition de Gelco Express International une société de service de courrier couvrant 84 pays.
En 1989, après avoir acquis la société Tiger International Inc., FedEx devient le plus grand service de fret aérien au monde. L'acquisition comprend les lignes vers 21 pays, une flotte d'avions de fret, y compris des Boeing 747, des installations à travers le monde et l'expertise de Flying Tigers dans le fret aérien international.
En 1995, FedEx acquiert auprès d'Evergreen International Airlines, les droits d'exploiter une liaison aérienne avec la Chine. FedEx devient dès lors le seul transporteur cargo américain à bénéficier de droits de vol dans ce pays.
En 1997, FedEx prend la possession de Caliber System, Inc.. Avec 33 500 employés et 500 installations dans le monde, Caliber System est un leader du transport, de la logistique et des services d'informations connexes. Ses sociétés d'exploitation comprennent RPS Inc (devenue FedEx Ground (en)), un service de courrier au sol ; Viking Freight (maintenant partie de FedEx Freight), un fournisseur de service de fret régional dans l'Ouest des États-Unis ; Caliber Logistics (maintenant FedEx SupplyChain Systems), un fournisseur contrat logistique ; Roberts Express (maintenant partie de FedEx Freight), un transporteur de marchandises sensibles ; et Caliber Technology (maintenant partie de FedEx Services), un producteur de services d'information. Caliber System, Inc. a déclaré des revenus de 2,7 milliards $ pour l'exercice terminé le 31 décembre 1996.

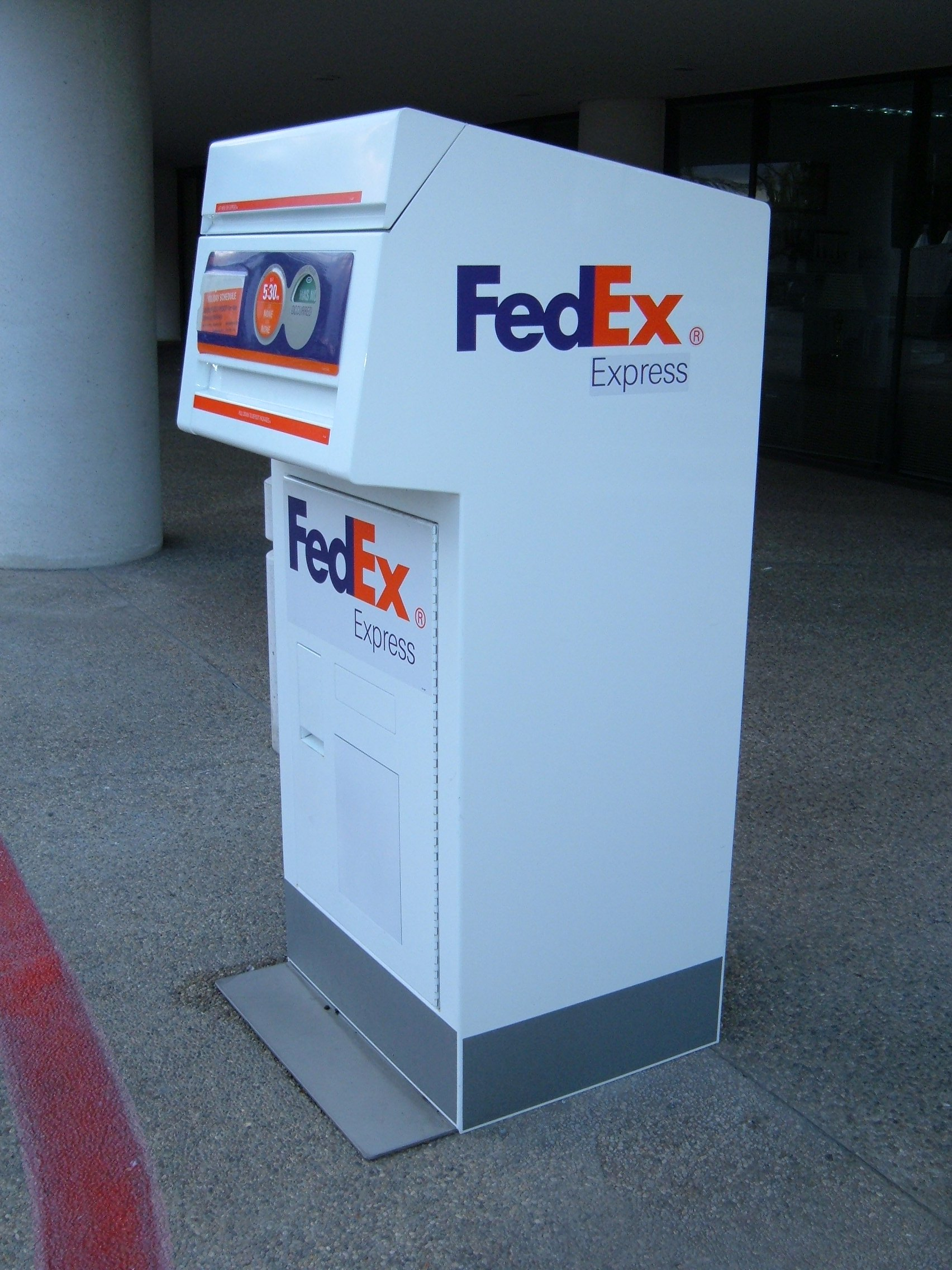
Une boîte de dépôt de courrier de Fedex.

En février 2000, FedEx acquiert Tower Group International Inc. une entreprise majeure dans le secteur de la logistique internationale et des technologies liées aux échanges commerciaux. Tower Group devient une nouvelle filiale de FedEx corp., appelée FedEx Trade Networks, qui fait l’acquisition de WorldTariff, société d’information sur les droits de douane. Aujourd’hui, FedEx Trade Networks est le plus grand agent en douane d’Amérique du Nord et un chef de file parmi les transitaires et les conseillers en échanges commerciaux,.
En novembre 2000, FedEx fait l'acquisition d'American Freightways (en) (maintenant partie de FedEx Freight) et devient le deuxième messager américain.
En décembre 2003, FedEx annonce l’acquisition de Kinko’s Inc. FedEx gagne ainsi l’accès au réseau des 1 200 magasins Kinko’s, améliore ses services de gestion de documents et accroît sa portée auprès des clients de toutes tailles. Le 2 juin 2008, Fedex annonce que FedEx Kinko's  devient l'enseigne FedEx Office (en).
Le 9 août 2004, FedEx élargit son portefeuille de services de livraison résidentielle avec l'acquisition de Parcel Direct qui devient une filiale de FedEx Ground et est renommé FedEx SmartPost.
Le 25 janvier 2006, FedEx annonce avoir signé un accord avec Tianjin Datian W. Group Co. Ltd. portant sur le rachat des 50 % que détient ce dernier dans le capital de la joint venture de transport express FedEx-DTW International Priority et le réseau express domestique de DTW en Chine. FedEx et DTW Group avaient créé cette joint venture en 1999.
Le 26 mai 2006, FedEx acquiert Watkins Motor Lines. Cette acquisition permet à FedEx d'élargir sa gamme de services pour le transport de marchandises lourdes. Watkins est intégré à la branche FedEx Freight sous la marque FedEx National LTL. Dans le cadre de la transaction, FedEx a également convenu d'acquérir les actifs de l'entreprise au sein de Watkins Canada Express qui sera rebaptisé FedEx Freight Canada.
Le 18 décembre 2006, FedEx acquiert ANC Holdings Limited, une société de transport express domestique au Royaume-Uni. Aujourd'hui renommée FedEx UK, ANC est intégrée à FedEx Express.
Le 31 janvier 2007, FedEx rachète son prestataire en Inde, Prakash Air Freight (Pafex). PAFEX est l'une des plus grandes entreprises express opérant en Inde, avec plus de 384 bureaux et dépôts desservant près de 4 400 destinations.
Le 6 avril 2007, FedEx annonce le rachat de son partenaire hongrois Flying Cargo, ce qui lui permet de démarrer des opérations en propre dans ce pays.
Le 16 décembre 2010, FedEx annonce l'acquisition de MultiPack, une entreprise nationale mexicaine de livraison de colis express. MultiPack fonctionne avec une infrastructure comprenant 48 centres de distribution, 13 entrepôts et plus de 500 magasins à travers le Mexique.
Le 23 février 2011, FedEx acquiert les unités de logistique et de distribution de la société indienne AFL Pvt. Ltd. et sa filiale Unifreight India. L'acquisition comprend AFL Logistics and Distribution qui propose un large éventail de services : gestion de la chaîne d'approvisionnement, entreposage, ainsi qu'un réseau de transport et distribution de petits colis à travers 200 lignes régulières quotidiennes. Le rachat comprend également AFL WiZ Express qui offre des services de transport domestique par le biais de 150 centres de Service Express à travers 144 villes en Inde.
Le 5 avril 2012, FedEx fait l'acquisition de la société polonaise de messagerie Opek Sp.z o.o., une société familiale fondée en 1994. Elle exploite un hub principal automatisé à Lomianki, près de Varsovie, ainsi que deux hubs secondaires à Lodz et Katowice. Au total, son réseau compte 44 agences sur tout le territoire polonais. Opek emploie plus de 1 200 personnes,.
Le 10 mai 2012, FedEx rachète le français Tatex, une société créée en 1976 sous le nom de TAT Express par la compagnie aérienne TAT (aujourd'hui disparue) qui emploie plus de 1 000 personnes et livre plus de 19 millions de colis par an, pour un chiffre d'affaires annuel d'environ 150 millions d'euros. Depuis le 1er mars 2013, Tatex est renommée FedEx Express France.
Le 4 juillet 2012, FedEx renforce sa position au Brésil avec l'acquisition de Rapidão Cometa, l'une des plus grandes entreprises de transport et de logistique au Brésil avec des revenus de plus de 500 millions $ en 2011. L'acquisition de Rapidão Cometa renforce le réseau de FedEx Express au Brésil avec 45 succursales et environ 145 points de distribution, 770 véhicules et remorques, et 9 000 employés à travers le pays.
Le 2 mai 2014, FedEx a annoncé l'acquisition de Supaswift et de ses filiales basées en Afrique du Sud, au Botswana, au Malawi, au Mozambique, en Namibie, au Swaziland et en Zambie. À travers ces sept marchés, FedEx Express dispose désormais d'un accès direct à quarante sites dans sept pays et plus de 1 000 collaborateurs. Supaswift est active en Afrique du Sud depuis 1990. En 2005, Supaswift a fusionné avec MyExpress (Pty) Ltd., qui propose ses services internationaux à FedEx Express en Afrique du Sud depuis 1991.
Le 16 décembre 2014, FedEx acquiert Bongo International, chef de file dans le domaine des technologies et solutions de commerce électronique transfrontalier et l'intègre sous la marque FedEx CrossBorder.
En janvier 2015, FedEx finalise l'acquisition de Genco Distribution System pour 1,4 milliard de dollars, l'un des principaux prestataires de solutions logistiques tierce partie en Amérique du Nord. Genco génère un chiffre d'affaires annuel d'environ 1,5 milliard de dollars et compte plus de 10 000 salariés. Désormais Genco opère en tant que filiale de FedEx sous la marque FedEx SupplyChain, tout en demeurant sous la direction de son PDG Todd R. Peters. Les questions financières sont, elles, traitées par les services commerciaux de FedEx Ground.
En avril 2015, FedEx lance une offre d'acquisition sur TNT Express pour 4,4 milliards d'euros,. Le 24 novembre 2015, les États-Unis donnent leur feu vert à la fusion entre FedEx et TNT Express. Le 8 janvier 2016, la commission européenne approuve sans conditions l'acquisition de TNT Express par FedEx.
Le 2 février 2016, le Brésil donne son accord inconditionnel à la fusion de FedEx et TNT Express. Le 29 avril 2016, la Chine donne son accord à l'acquisition de TNT Express par FedEx. Le 18 mai 2016, FedEx annonce détenir 88,4 % du capital du groupe néerlandais de messagerie TNT Express au terme de l'OPA lancée sur son rival en avril 2015. Le 25 mai 2016, FedEx officialise son rachat de TNT Express pour 4,4 milliards €.
Entre 2016 et 2017, FedEx UK réalise quatre acquisitions de petites sociétés britanniques de transport et de courrier pour un total de 13,8 millions de livres. Le 3 juin 2016 est signé le rachat de Roseglen Enterprises une société de services postaux pour 1,9 million de livres. Le 29 juillet 2016, c'est l'entreprise TTD Transport spécialisée dans le freight routier qui est acquise pour 2 millions de livres. Le 25 novembre 2016 est bouclé l'acquisition de ANC Harlow également spécialisée dans le freight routier pour 5 millions de livres. Enfin le 3 février 2017 FedEx UK acquiert Poole Express une filiale de Wyvern Holdings pour 4,9 millions de livres.
Le 18 octobre 2017, FedEx annonce l'acquisition de Northwest Research Inc. un leader dans la recherche et la gestion des stocks. Northwest Research a son siège social à Salt Lake City dans l'Utah. Elle exerce actuellement ses activités à Salt Lake City, Memphis et au Canada.
Le 27 mars 2018, FedEx acquiert la société P2P Mailing Limited, l'un des principaux fournisseurs mondiaux de solutions de transport pour le commerce électronique, pour un montant de 92 millions de livres sterling. Le siège de P2P est situé à Laindon, au Royaume-Uni et fonctionnera comme une filiale de FedEx CrossBorder au sein de la division FedEx Trade Networks.
En janvier 2021, FedEx annonce la suppression de plus de 5 500 emplois en Europe, à la suite de la rationalisation de son réseau avec celui de TNT Express, acquis en 2016. Cette annonce touche notamment l'aéroport de Liège avec près de 670 suppressions d'emplois.
En décembre 2024, Fedex indique sa volonté de séparer sa division Fedex Freight du reste de la compagnie dans le cadre d'un spin-off. Le secteur LTL (Less Than Truckload) reste différent du coeur de métier de Fedex qui est la livraison de colis. Il est moins rentable et plus dangereux, étant donné les faillites en 2024 des leader Yellow Corp et Tony Express aux USA.

## Actionnaires
Liste des principaux actionnaires au 26 juillet 2022.
| Capital Research & Management Co.                     | 6,94% |
| The Vanguard Group                                    | 6,86% |
| Doge & Cox                                            | 6,69% |
| Frederick Smith                                       | 5,90% |
| PRICEMAP Management Co.                               | 5,11% |
| SSgA Funds Management, Inc.                           | 3,85% |
| T. Rowe Price Associates, Inc. (Investing Management) | 2,16% |
| BlackRock Fund Advisors                               | 1,99% |
| Marsico Capital Management                            | 1,65% |
| Frederick Smith Enterprises                           | 1,60% |

## Structure de marque des différentes divisions
En août 2016, FedEx annonce sa décision de regrouper l'ensemble de ses divisions sous son logo historique de couleur violet et orange caractérisé par sa flèche cachée en blanc entre le bas du second E et le X et qui exprime la vitesse, symbole de l'entreprise. Auparavant chacune des divisions portait un logo FedEx d'une couleur différente, la maison mère FedEx Corporation (Fed violet, Ex gris), FedEx Ground (Fed violet, Ex vert), FedEx Freight (Fed violet, Ex rouge), FedEx Office (Fed violet, Ex bleu) et FedEx Trade Networks (Fed violet, Ex jaune). « Il s'agit de donner à nos clients l'image de marque la plus puissante que nous puissions », a déclaré Patrick Fitzgerald, responsable marketing chez FedEx.

## FedEx en chiffres
Au 31 août 2016  :
- Présence dans 220 pays et territoires
- 400 000 employés
- 150 000 véhicules
- 650 avions, soit le deuxième parc mondial après celui de la Delta Air Lines
- 12 millions de paquets par jour transitant via son réseau mondial.

L'entreprise possède onze hubs dont les plus importants sont Memphis (le deuxième plus grand aéroport fret du monde), Indianapolis, Anchorage, Newark, Fort Worth, Canton en Chine, Roissy en France, Cologne en Allemagne et Liège en Belgique.

## FedEx et le sport
FedEx s'implique dans la vie culturelle et sportive de Memphis de plusieurs manières. Tout d'abord, en investissant plus de 4 millions de dollars chaque année pour les droits d'appellation de la salle omnisports de la ville, depuis 2004.
En 2018, FedEx renforce ses liens avec le club de basket local puisqu'il apparait officiellement comme principal sponsor des Memphis Grizzlies. À ce titre, leur logo apparait sur les maillots de l'équipe,.

## Flotte aérienne

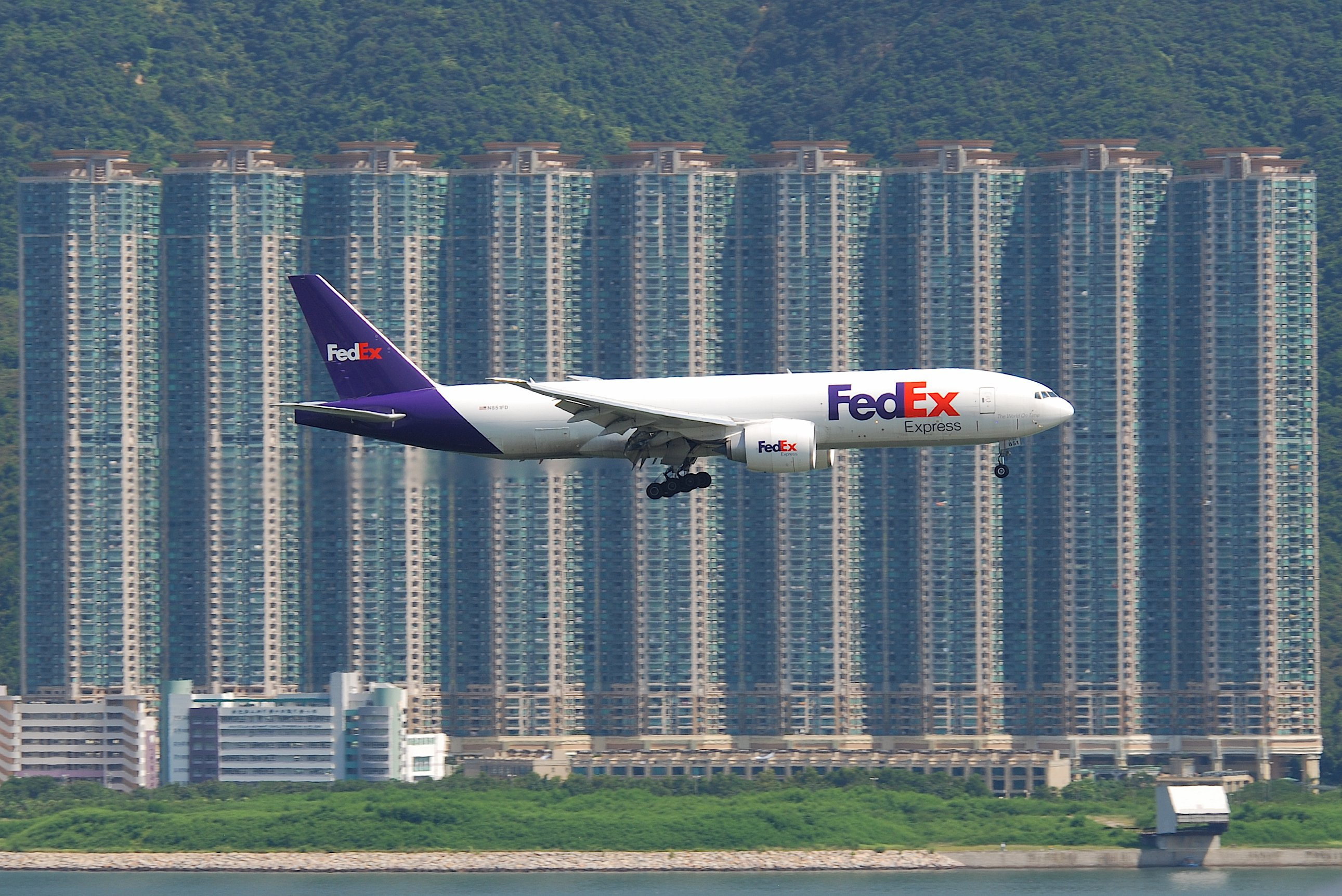
Boeing 777-200F de la FedEx à Hong Kong.

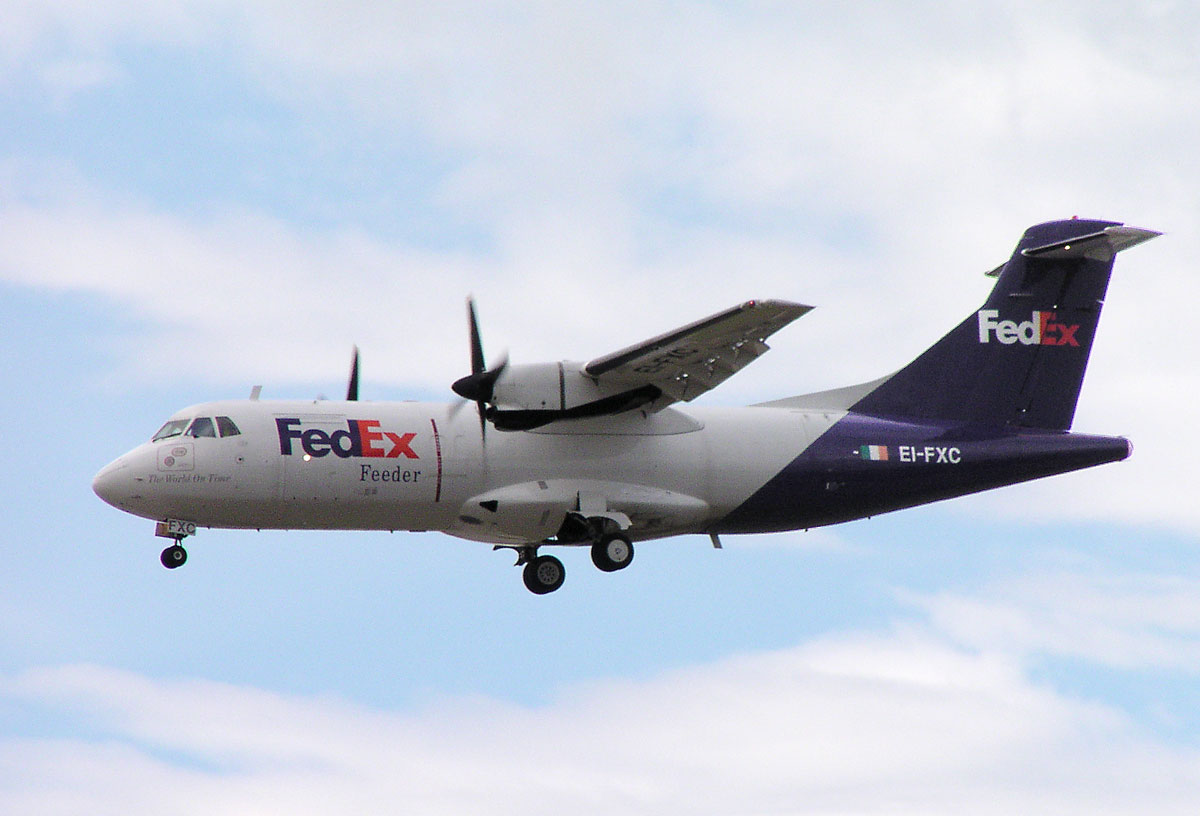
ATR 42 de la FedEx.

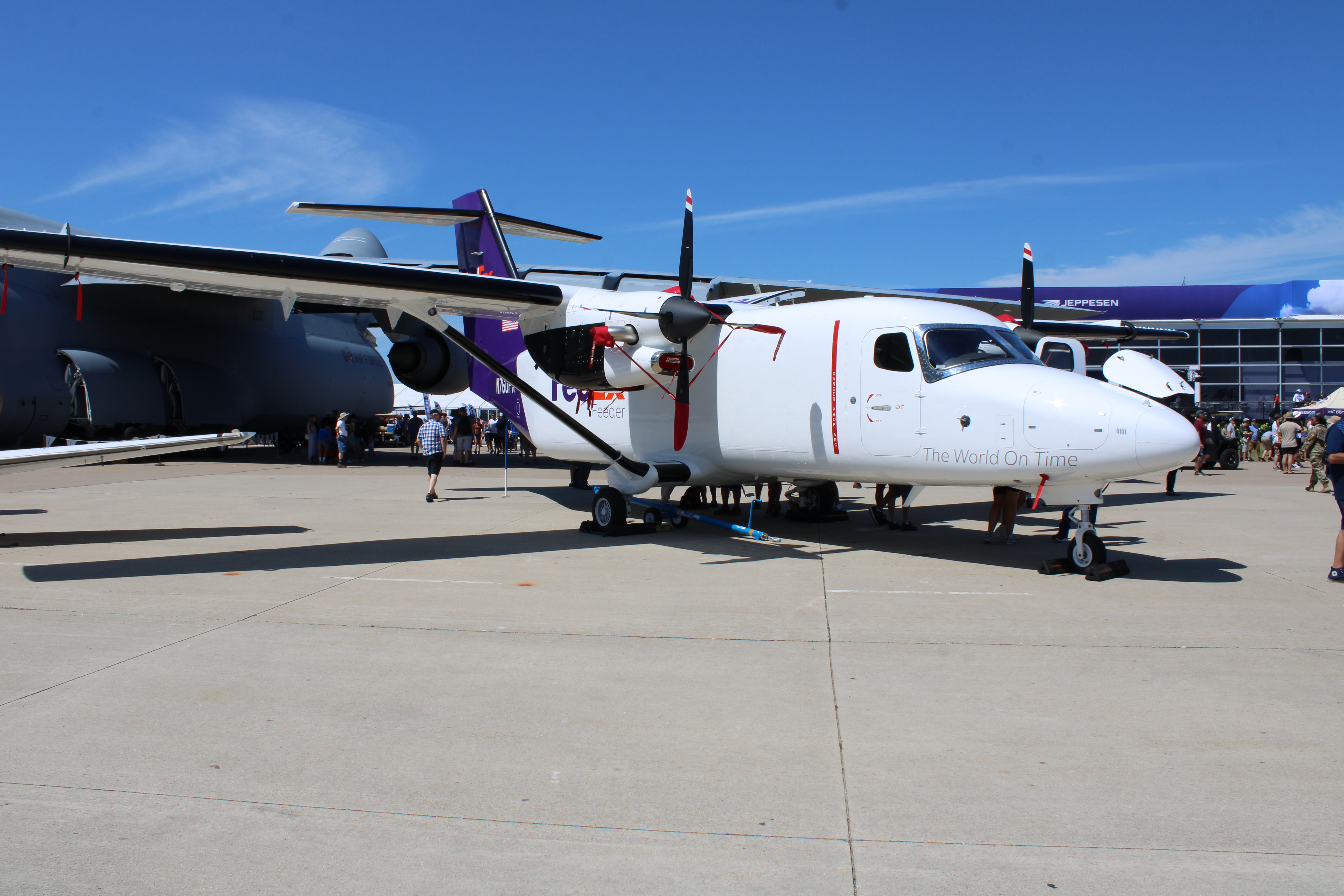
Cessna 408 SkyCourier de FedEx.

FedEx possède sa propre compagnie aérienne (code IATA: FX, OACI FDX).
Au 10 mai 2025 :
(Les ATR et Cessna sont opérés sous la marque FedEx Feeder.)

### Flotte historique
- Airbus A300-F4 (6 exemplaires)
- Airbus A310-200 (49 exemplaires exploités de 1994 à 2016)
- Airbus A310-300 (21 exemplaires exploités de 2000 à 2020)
- Boeing 727-100 (6 exemplaires exploités à compter de 1977)
- Boeing 727-200F (69 exemplaires exploités jusqu'en 2013)
- Boeing 737-200 (5 exemplaires exploités de 1978 à 1981)
- Boeing 747-100 (11 exemplaires exploités à compter de 1989)
- Boeing 747-200 (11 exemplaires exploités jusqu'en 1996)
- Dassault Falcon 20 (33 exemplaires exploités à compter de 1973)
- McDonnell Douglas DC-10-10 (6 exemplaires)
- McDonnell Douglas DC-10-30 (6 exemplaires)
- Fokker F-27-500 (Fedex Feeder)
- Fairchild FH-227 (Fedex Feeder)
- Short 360-300 (Fedex Feeder / Express Airways ; 11 exemplaires)

## Accidents et Incidents
- Vol 705 FedEx
- Vol 14 FedEx Express
- Vol 647 FedEx Express
- Vol 80 FedEx Express
- Vol 1376 FedEx Express
- Vol 630 FedEx Express
- Vol 910 FedEx Express
- Vol 1406 FedEx Express
- Vol 1478 FedEx Express
- Vol 8284 Empire Airlines pour le compte de FedEx
- Camion FedEx éventré par un train

## Principaux concurrents

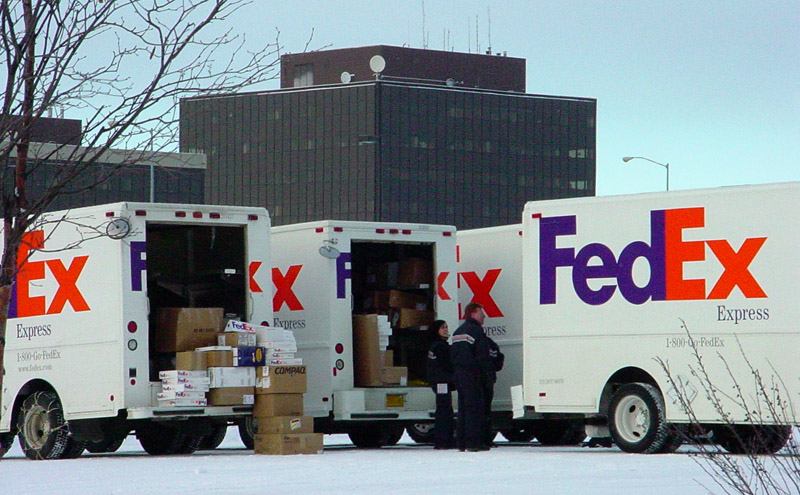
Camions de FedEx à Anchorage en Alaska.

Les principaux concurrents à l'échelle mondiale de FedEx sont :
- UPS
- DHL

En Chine :
- SF Express

## Dans la fiction
- Le film Seul au monde (Cast away) de Robert Zemeckis (2000) a pour personnage principal un employé de FedEx (Tom Hanks). Ce film à succès est un exemple emblématique de placement de produit intensif (Fedex, donc, et - à un degré moindre - Wilson, qui devient un personnage du film : un ballon de volley-ball).
- Dans le jeu vidéo Grand Theft Auto 5, l'entreprise fictive nommée GoPostal est inspirée de FedEx.
- Dans la série d'animation Futurama, l'entreprise Planet Express est directement inspirée de FedEx. Dans l'épisode OPA sur PME, elle est brièvement renommée PlaNex dans le cadre d'une opération spéculative.
- L'épisode Taille du Membre Indexée de la série d'animation South Park fait référence à FedEx.
- Dans l'épisode 2 de la saison 2 de The Expanse, les modules d'assaut utilisés par les troupes Ceinturiennes sont frappés du logo de FedEx.